# Wilhelm Stang

Wilhelm Stang

Wilhelm Stang (* 21. April 1854 in Langenbrücken; † 2. Februar 1907) war der erste Bischof von Fall River, Massachusetts.

## Leben
Nach dem Besuch der Langenbrückener Volksschule und dem Gymnasium begab er sich nach Löwen, wo er sich am Amerikanischen Kollegium dem Studium der Theologie und der Philosophie widmete. Am 15. Juni 1878 wurde er in der Mechelner Kathedrale zum Priester geweiht. In Deutschland tobte 1871–1887 der Kulturkampf zwischen Staat und Kirche; das dürfte der Grund für Stangs ins Ausland verlegte Studium gewesen sein. In Providence, Rhode Island begann er sein Wirken als Pfarrer. Im Jahr 1886 wurde er Rektor der Peter-und-Paul-Kathedrale ebenda. Mit 41 Jahren (1895) wurde er nach Löwen berufen, um dort am Amerikanischen Kolleg als Professor und Vizerektor zu wirkten. Sein Werk Pastoral Theology (1899) wurde in vielen nordamerikanischen Priesterseminarien als Standardtext verwendet.
Am 12. März 1904 wurde er zum ersten Bischof der gleichzeitig von Papst Pius X. errichteten Diözese Fall River im US-Bundesstaat Massachusetts ernannt. Die Bischofsweihe spendete ihm der Bischof von Providence, Matthew Harkins, am 1. Mai desselben Jahres. Mitkonsekratoren waren der Bischof von Hartford, Michael Tierney, und Weihbischof John Brady aus Boston.
Bischof Stang besuchte 1905 seine Heimat und nahm im August als Gast an der 52. Generalversammlung der Deutschen Katholiken in Straßburg teil (Deutscher Katholikentag). Dort war er u. a. am 21. August 1905 mit seinen Amtsbrüdern Adolf Fritzen, Willibrord Benzler und Franz Zorn von Bulach anwesend, als der berühmte Kirchenhistoriker Albert Ehrhard sein vielbeachtetes Referat: „Die Bedeutung des Papsttums für Religion und Kultur“ hielt.
Nach 33 Monaten Amtszeit als Bischof verstarb Wilhelm Stang am 2. Februar 1907 im Alter von 52 Jahren nach einer Operation an einem Darmtumor. Durch seine Heimatgemeinde Bad Langenbrücken wurde er posthum zum Ehrenbürger ernannt und mit einer Straßenbenennung geehrt. Die amerikanische Stadt North Dartmouth nannte ihre Oberschule „Bishop Stang High School“.

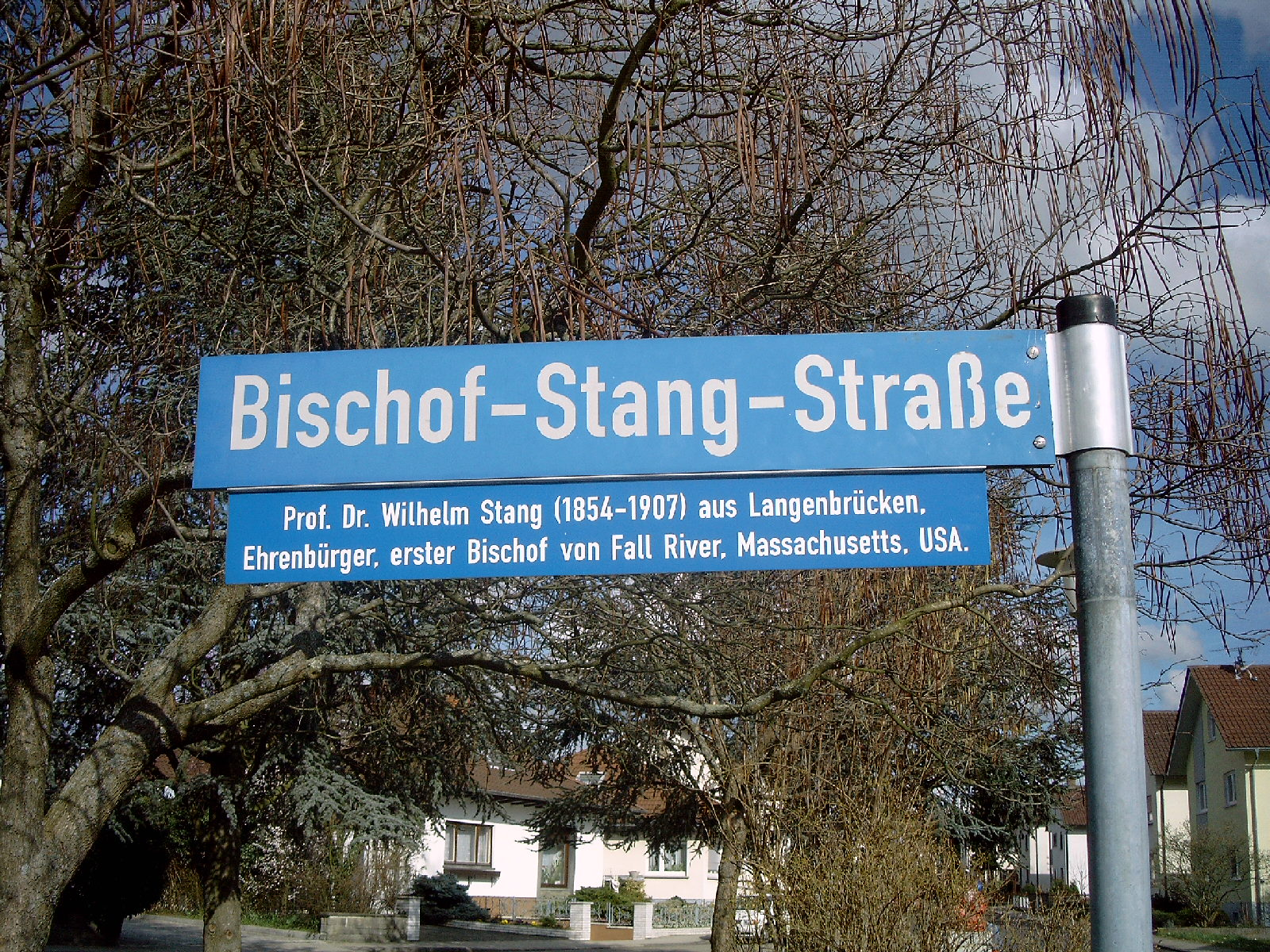
Straßenschild „Bischof-Stang-Straße“

## Werke
- Pastoral theology (New York 1897) (Digitalisat)
- Historiographia Ecclesiastica quam historiae seriam solidamque operam navantibus (Freiburg 1897)
- Business Guide for Priests (New York 1899)
- The Devil, Who He Is and What He Does (Providence 1900)
- Sozialismus und Christentum [mit Rudolf Amberg] (Einsiedeln 1907)
- The Holy Hour of Adoration (New York 1907)
- Medulla fundamentalis theologiae moralis quam seminaristis et presbyteris (Neo-Eboraci, Cincinnati 1907)